# 訃報 1983年1月
訃報 1983年1月（ふほう 1983ねん1がつ）では、1983年（昭和58年）1月中に物故した、又は物故が報じられた人物についてまとめる。

## （1日 - 15日）

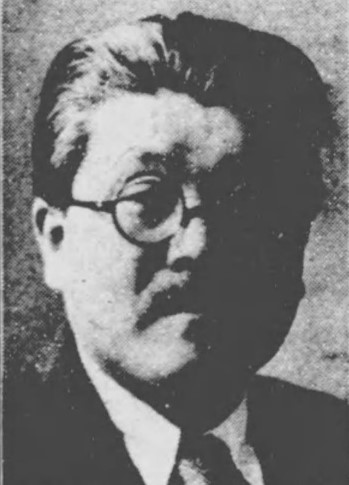
菊地養之輔／1月5日没

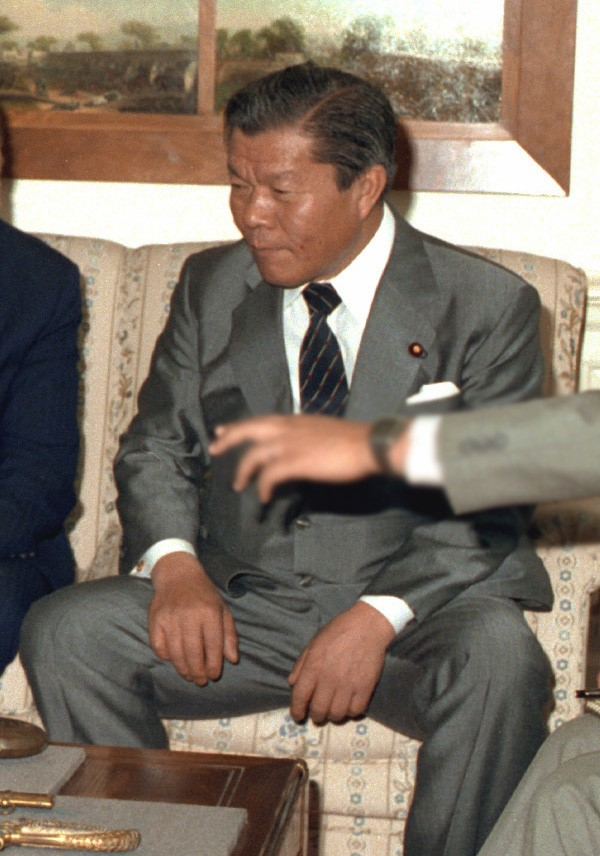
中川一郎／1月9日没

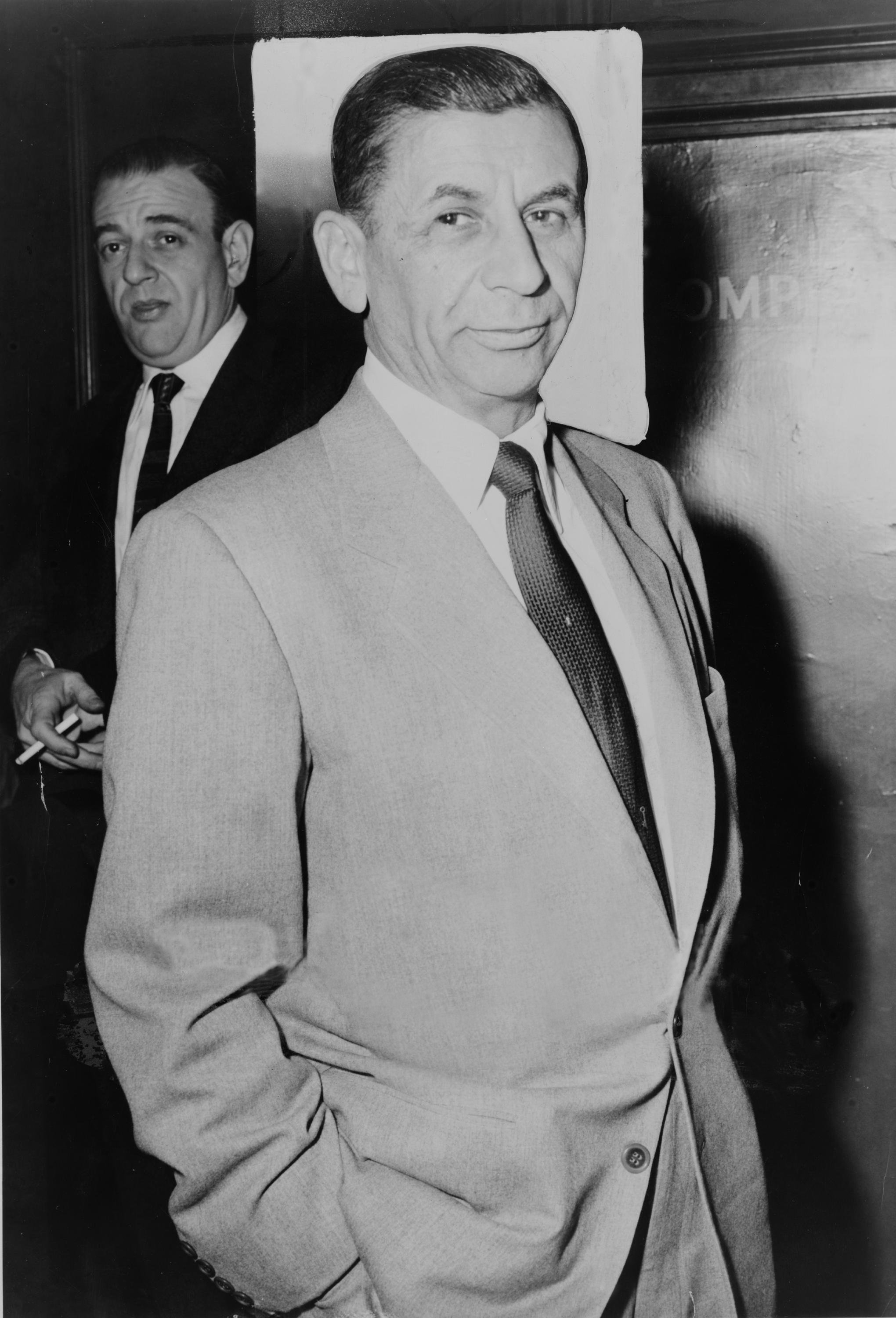
マイヤー・ランスキー／1月15日没

- 1月5日 - 菊地養之輔、元日本社会党衆議院議員・日弁連副会長(* 1889年)
- 1月5日 - 佐和隆研、京都市立芸術大学名誉教授・元嵯峨美術短期大学学長(* 1911年)
- 1月9日 - 中川一郎、第49代農林大臣・初代農林水産大臣・第35代科学技術庁長官・第35代原子力委員会委員長(* 1925年)
- 1月15日 - マイヤー・ランスキー、マフィア(* 1902年)

## （16日 - 31日）

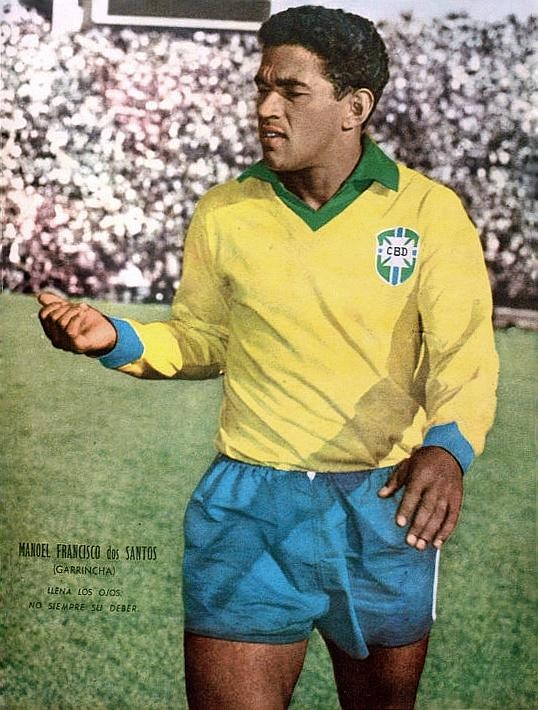
ガリンシャ／1月20日没

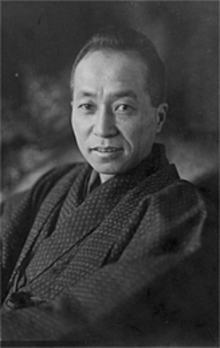
里見弴／1月21日没

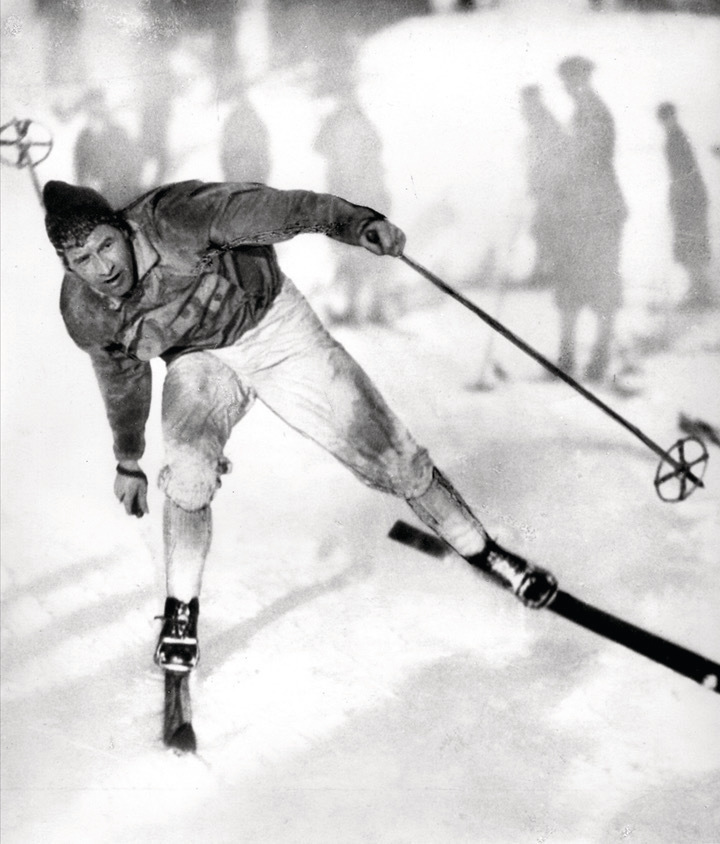
ヨハン・グロットムスブローテン／1月24日没

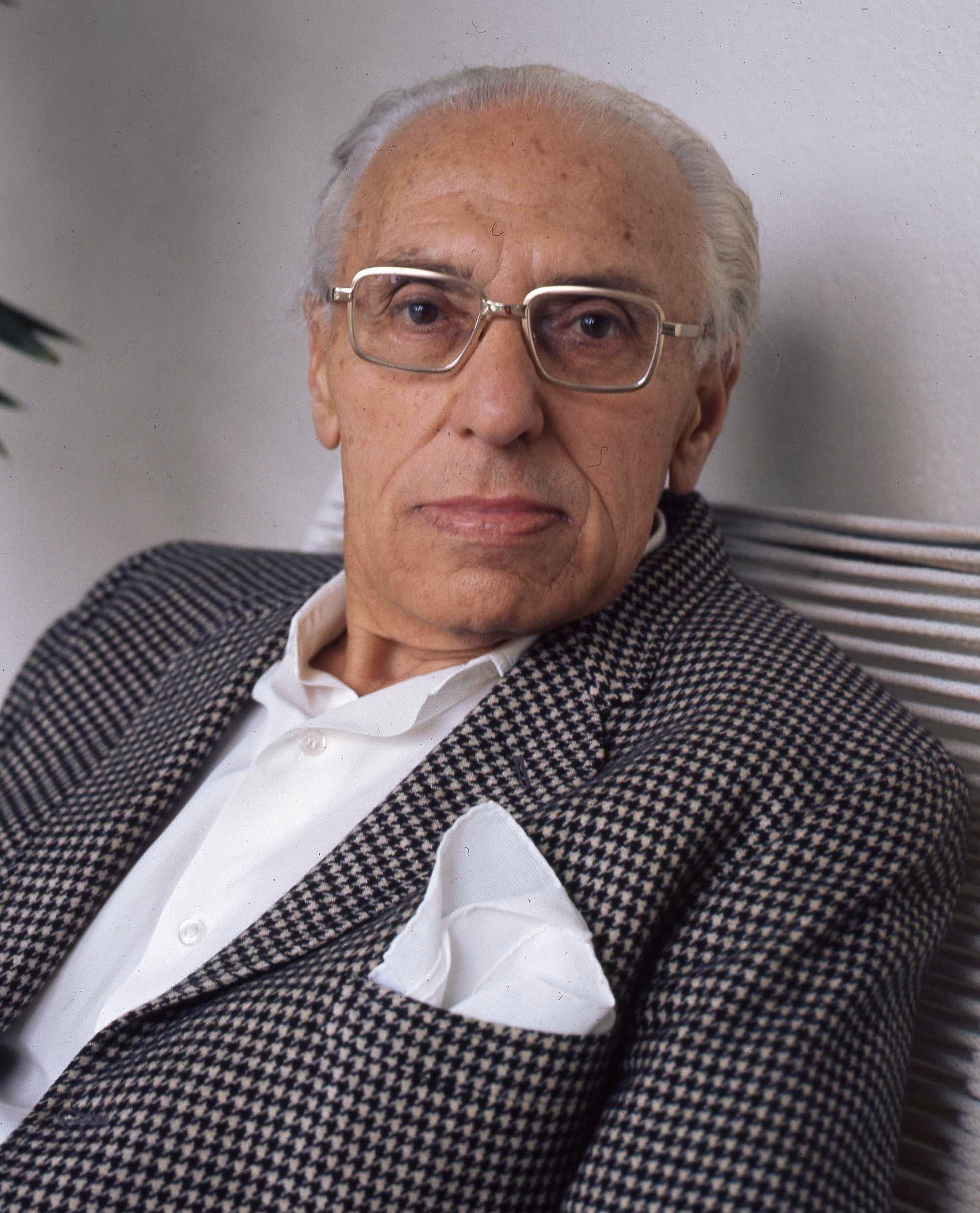
ジョージ・キューカー／1月24日没

- 1月20日 - 川上喜八郎、元新潟市市長(* 1920年)
- 1月20日 - ガリンシャ、ブラジルの元サッカー選手(* 1933年)
- 1月21日 - 里見弴、小説家(* 1888年)
- 1月23日 - 倉本信護、元プロ野球選手(* 1913年)
- 1月24日 - ヨハン・グロットムスブローテン、クロスカントリースキー選手(* 1899年)
- 1月24日 - ジョージ・キューカー、映画監督(* 1899年)
- 1月24日 - 高橋雄之助、自由民主党参議院議員(* 1907年)
- 1月25日 - 天藤真、推理作家(* 1915年)